# Signalkugel (Kunstwerk)

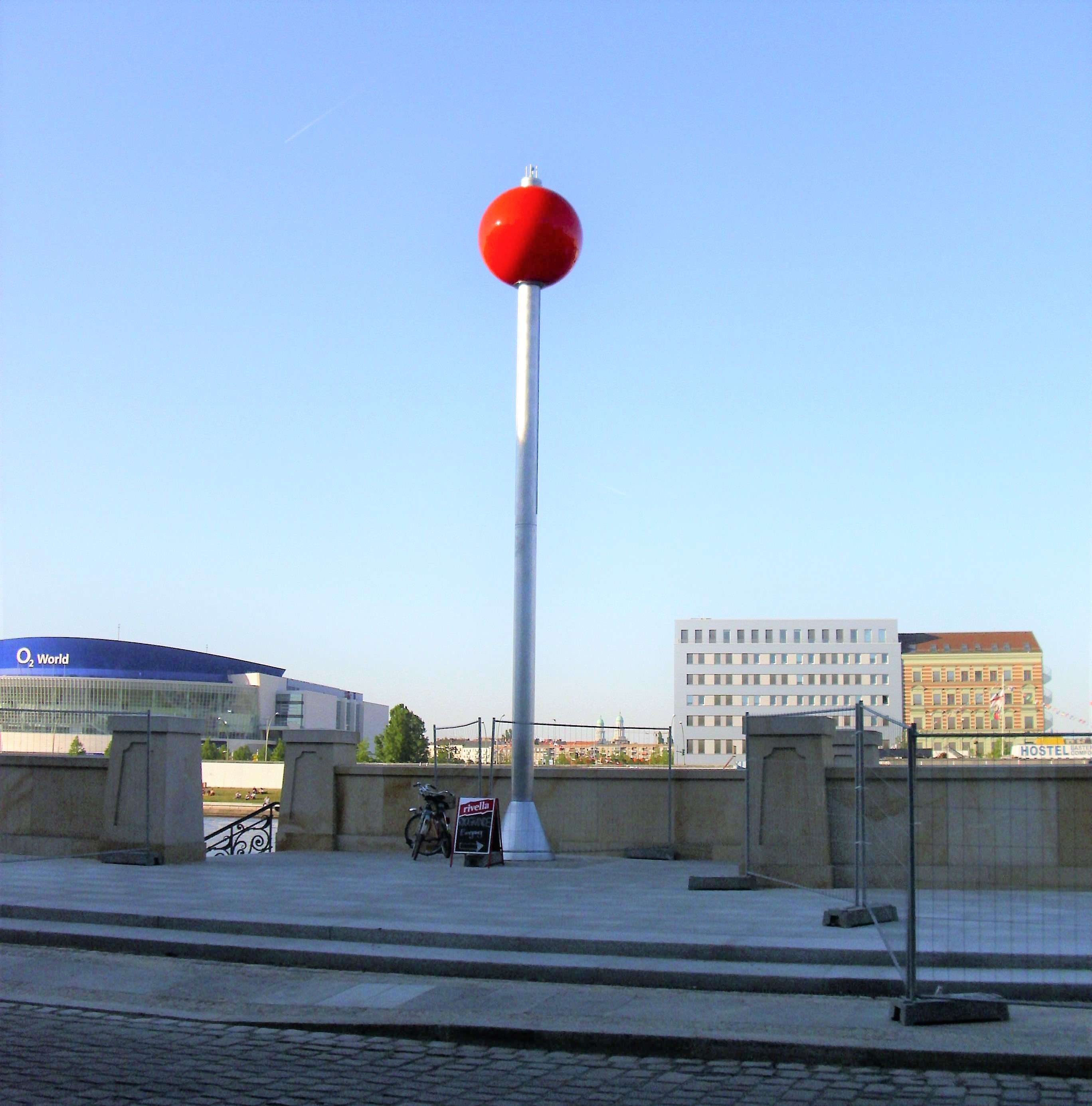
Signalkugel Berlin (2011)

Die Signalkugel ist ein ortsbildprägendes Einzelkunstwerk in Berlin-Kreuzberg. Die rote Kugel ist beweglich und 
reagiert über einen Bewegungsmelder auf den Schiffsverkehr auf der Spree. Bei einer Schiffsannäherung fällt die Kugel nach unten und wird danach wieder über Druckluft nach oben gefahren.

## Lage
Die Kunst am Bau-Arbeit der Berliner Künstlerin Ulrike Mohr befindet sich auf der historischen Doppelkaianlage am May-Ayim-Ufer an der Spree auf einer Höhe von 36 m.

## Geschichte
Bis zu seiner Zerstörung im Zweiten Weltkrieg stand dort ein Leuchtturm. Im Zuge einer Sanierung der Anlage ab 2008 wurden die dazugehörigen unterirdischen Katakomben öffentlich zugänglich gemacht und erneut eine Schiffsanlegestelle eingerichtet. 
Auftraggeber und Eigentümer war das Land Berlin anlässlich der denkmalgerechten Erneuerung der Doppelkaianlage am May-Ayim-Ufer durch die Architekten Kohlmeier + Bitsch, Berlin. Die Arbeit entstand im Rahmen eines eingeladenen Kunstwettbewerbes des Bezirksamt Friedrichshain-Kreuzberg, 2008. Die offizielle Wiedereröffnung fand am 29. August 2011 statt.

## Technische Angaben
- Leuchtkugel aus GFK, LED-Beleuchtung, Aluminiummast mit innenlaufendem Pneumatikkolben, Kompressor, elektronische und pneumatische Steuerung, Bewegungsmelder, in Edelstahl geätzte Grafik.
- Höhe Metallmast 10 m; Kugeldurchmesser 1,60 m, Fallhöhe der Kugel ca. 4,50 m